# Jürgen Kluckert
Jürgen Kluckert (Nożyno, 29 dicembre 1943 – 16 agosto 2023) è stato un attore, doppiatore e conduttore radiofonico tedesco, famoso per essere stato la voce tedesca di Morgan Freeman e Chuck Norris. Nel mondo dell'animazione è noto per aver doppiato Mr. Krab in SpongeBob e Benjamin in Benjamin Blümchen.

## Biografia
Era padre di Tobias, Fabian e Sebastian Kluckert, tutti doppiatori. È deceduto a 79 anni, riposa al Südwestkirchhof Stahnsdorf di Stahnsdorf.

## Filmografia

### Cinema
- Jede Woche Hochzeitstag - regia di Klaus Gendries (1976)
- Die Heimkehr des Joachim Ott - regia di Edgar Kaufmann (1980)
- Eine unheimliche Karriere - regia di Eberhard Itzenplitz (1989)

### Televisione
- Der Staatsanwalt hat das Wort: Nachteinkäufe - film TV - regia di Jorst Zaeske (1973)
- Feuer für den großen Drachen - film TV - regia di Eberhard Itzenplitz (1984)
- Didi – Der Untermieter - serie TV (1 episodio) (1986)
- Lukas und Sohn - serie TV (1989)
- Zebralla! - serie TV (2001)
- Unsere Farm in Irland - serie TV (2007-2010)

## Doppiaggio
- Jack Purvis in I banditi del tempo
- Giancarlo Giannini in Legami di sangue
- Morgan Freeman in A spasso con Daisy, Robin Hood - Principe dei ladri, Gli spietati, La forza del singolo, Reazione a catena, Pioggia infernale, Red, Bad Teacher - Una cattiva maestra,Insospettabili sospetti, Attacco al potere 3 - Angel Has Fallen, C'era una truffa a Hollywood, Il principe cerca figlio, Come ti ammazzo il bodyguard 2 - La moglie del sicario (1989-2021)
- Danny Schiller in Erik il Vikingo
- Boubacar Toure in Osceola (1971)
- Harry Northup in Il silenzio degli innocenti
- Chuck Norris in Walker Texas Ranger
- Albert Hall in Malcolm X
- Randy Quaid in Independence Day (1996)
- Bill Cobbs in Una notte al museo
- Donald Sutherland in Hunger Games, Hunger Games: La ragazza di fuoco, Hunger Games: Il canto della rivolta - Parte 1,Hunger Games: Il canto della rivolta - Parte 2, Il fuoco della giustizia, Ad Astra, Moonfall, Hunger Games - La ballata dell'usignolo e del serpente (2012-2023)
- Sam J. Jones in Ted (2012)
- John Lithgow in Interstellar (2014)
- George Kennedy in The Gambler
- Danny Glover in Nonno scatenato, Sorry to Bother You
- Cogman in Transformers - L'ultimo cavaliere (2017)
- Len Cariou in Bumblebee

### Film d'animazione
- Scuttle in La sirenetta
- Genio in Aladdin (1992)
- Mr. Swackhammer in Space Jam (1996)
- Vladimir in Anastasia (1997)
- Generale Li  in Mulan (1998)
- Mr. Krab in SpongeBob - Il film, SpongeBob - Fuori dall'acqua,  SpongeBob - Amici in fuga, Saving Bikini Bottom[1] (2004-2024)
- Finnis Everglot in La sposa cadavere (2005)
- Dio in Persepolis
- Nonno in Fly Me to the Moon (2008)
- Deathstroke in Justice League - La crisi dei due mondi (2010)
- Benjamin in Benjamin Blümchen (2019)
- Imperatore Zurg in Lightyear - La vera storia di Buzz (2022)

### Serie televisive
- Jim Carter in Downton Abbey (2010-2015)
- Judd Hirsch in The Big Bang Theory

### Serie televisive d'animazione
- Giuliano in Kiss Me Licia
- Dr. Robotnik in Sonic Underground (1999)
- King Dedede in Kirby (2003)
- Ultimate Daimyo in Tartarughe Ninja
- Mr. Krab in SpongeBob, Kamp Koral: SpongeBob al campo estivo, Lo show di Patrick Stella (2004-2023)
- Narratore in Fairy Tail
- Nuckal in LEGO Ninjago (2011-2013)
- Don Vizioso in Teenage Mutant Ninja Turtles - Tartarughe Ninja
- Sceriffo Blubbs in Gravity Falls (2012-2016)
- Dr. Done-it in Sonic Prime (2022-2023)

### Videogiochi
- Irving Lambert in Tom Clancy's Splinter Cell: Chaos Theory
- Nikolaus in Kingdom Hearts II (2005)
- Gangplank in League of Legends (2009)
- Imperius in Diablo III (2012)
- Gimli in LEGO Dimensions
- Mr. Krab in SpongeBob SquarePants: Battle for Bikini Bottom - Rehydrated,  SpongeBob SquarePants: The Cosmic Shake (2020, 2023)